# Andreas Schillinger
Andreas Schillinger (Kümmersbruck, 13 luglio 1983) è un ex ciclista su strada tedesco, aveva caratteristiche di gregario, ed era attivo tra gli Elite/Under-23 dal 2005 al 2021.

## Palmarès
- 2006 (Milram, una vittoria)

Tour du Jura
- 2007 (Sparkasse, una vittoria)

Campionati tedeschi, prova montagna
- 2008 (Sparkasse, una vittoria)

5ª tappa Tour de Beauce
- 2009 (Sparkasse, due vittorie)

Beverbeek Classic
5ª tappa Five Rings of Moscow
- 2010 (Net-App, una vittoria)

Praga-Karlovy Vary-Praga
- 2012 (Net-App, una vittoria)

Rund um die Nürnberger Altstadt

## Piazzamenti

### Grandi Giri
- Giro d'Italia

2012: 154º
2018: 139º
- Tour de France

2014: 144º
2015: non partito (4ª tappa)
2016: 154º
- Vuelta a España

2017: 144º
2020: 123º

### Classiche monumento
- Milano-Sanremo

2017: 95º
2018: 132º
- Giro delle Fiandre

2012: ritirato
2013: 101º
2014: ritirato
2015: 41º
2016: 73º
2017: ritirato
2018: ritirato
2019: ritirato
- Parigi-Roubaix

2011: 108º
2012: 71º
2013: 107º
2014: 66º
2015: 16º
2016: 54º
2017: 77º
2018: ritirato
2019: 53º
- Liegi-Bastogne-Liegi

2021: ritirato
- Giro di Lombardia

2013: ritirato

### Competizioni europee
- Campionati europei su strada

Plumelec 2016 - In linea Elite: 74º
Alkmaar 2019 - In linea Elite: 25º